# AFC Futsal Championship 2003
Il quinto Asian Futsal Championship, disputato nel 2003 a Teheran in Iran dal 28 luglio al 4 agosto, viene considerato il quinto campionato continentale asiatico per formazioni nazionali di calcio a 5.
Le diciotto nazionali presenti (record, nonostante all'inizio della manifestazione ci fu il ritiro di Turkmenistan e Brunei) vennero divise in quattro gironi, con la qualificazione delle prime due. La rinuncia alla manifestazione appunto delle nazionali di Turkmenistan e Brunei, lasciarono orfani i gironi da cinque squadre. Parteciparono inoltre per la prima volta a una fase finale le nazionali di Libano e Hong Kong. Delle sedici nazionali asiatiche, vanno segnalati sicuramente i campioni in carica e padroni di casa dell'Iran che ribadirono nuovamente la propria egemonia sul continente asiatico, la formazione mediorientale vinse così il suo quinto titolo in cinque edizioni, battendo in finale il Giappone per 6-4.

## Girone A
|          | Risult. |           | Città e data  |
| -------- | ------- | --------- | ------------- |
| Giappone | 4 - 0   | Palestina | Teheran 27.07 |
| Kuwait   | 12 - 1  | Macao     | Teheran 28.07 |
| Kuwait   | 11 - 7  | Palestina | Teheran 29.07 |
| Giappone | 14 - 1  | Macao     | Teheran 30.07 |
| Giappone | 5 - 0   | Kuwait    | Teheran 31.07 |
| Macao    | 0 - 9   | Palestina | Teheran 31.07 |

| Classifica finale | Pt | G | V | N | P | GF | GS | DR  |
| ----------------- | -- | - | - | - | - | -- | -- | --- |
| Giappone          | 9  | 3 | 3 | 0 | 0 | 23 | 1  | +22 |
| Kuwait            | 6  | 3 | 2 | 0 | 1 | 23 | 13 | +10 |
| Palestina         | 3  | 3 | 1 | 0 | 2 | 16 | 15 | +1  |
| Macao             | 0  | 3 | 0 | 0 | 3 | 2  | 35 | -33 |

## Girone B
|               | Risult. |               | Città e data  |
| ------------- | ------- | ------------- | ------------- |
| Corea del Sud | 5 - 2   | Hong Kong     | Teheran 27.07 |
| Corea del Sud | 6 - 4   | Indonesia     | Teheran 28.07 |
| Taipei cinese | 4 - 3   | Hong Kong     | Teheran 28.07 |
| Taipei cinese | 6 - 4   | Indonesia     | Teheran 29.07 |
| Hong Kong     | 8 - 6   | Indonesia     | Teheran 30.07 |
| Corea del Sud | 7 - 4   | Taipei cinese | Teheran 31.07 |

| Classifica finale | Pt | G | V | N | P | GF | GS | DR |
| ----------------- | -- | - | - | - | - | -- | -- | -- |
| Corea del Sud     | 9  | 3 | 3 | 0 | 0 | 18 | 10 | +8 |
| Taipei cinese     | 6  | 3 | 2 | 0 | 1 | 14 | 14 | =0 |
| Hong Kong         | 3  | 3 | 1 | 0 | 2 | 13 | 15 | -2 |
| Indonesia         | 0  | 3 | 0 | 0 | 3 | 14 | 20 | -6 |

## Girone C
|              | Risult. |              | Città e data  |
| ------------ | ------- | ------------ | ------------- |
| Iran         | 15 - 2  | Libano       | Teheran 27.07 |
| Cina         | 4 - 9   | Kirghizistan | Teheran 28.07 |
| Cina         | 3 - 4   | Libano       | Teheran 29.07 |
| Iran         | 10 - 1  | Kirghizistan | Teheran 30.07 |
| Iran         | 12 - 2  | Cina         | Teheran 01.08 |
| Kirghizistan | 5 - 2   | Libano       | Teheran 01.08 |

| Classifica finale | Pt | G | V | N | P | GF | GS | DR  |
| ----------------- | -- | - | - | - | - | -- | -- | --- |
| Iran              | 9  | 3 | 3 | 0 | 0 | 37 | 5  | +32 |
| Kirghizistan      | 6  | 3 | 2 | 0 | 1 | 15 | 16 | -1  |
| Libano            | 3  | 3 | 1 | 0 | 2 | 8  | 23 | -15 |
| Cina              | 0  | 3 | 0 | 0 | 3 | 9  | 25 | -16 |

## Girone D
|            | Risult. |            | Città e data  |
| ---------- | ------- | ---------- | ------------- |
| Thailandia | 3 - 1   | Iraq       | Teheran 27.07 |
| Thailandia | 7 - 0   | Malaysia   | Teheran 28.07 |
| Iraq       | 3 - 5   | Uzbekistan | Teheran 29.07 |
| Iraq       | 8 - 2   | Malaysia   | Teheran 30.07 |
| Thailandia | 1 - 0   | Uzbekistan | Teheran 31.07 |
| Malaysia   | 1 - 5   | Uzbekistan | Teheran 31.07 |

| Classifica finale | Pt | G | V | N | P | GF | GS | DR  |
| ----------------- | -- | - | - | - | - | -- | -- | --- |
| Thailandia        | 9  | 3 | 3 | 0 | 0 | 11 | 1  | +10 |
| Uzbekistan        | 6  | 3 | 2 | 0 | 1 | 10 | 5  | +5  |
| Iraq              | 3  | 3 | 1 | 0 | 2 | 12 | 10 | +2  |
| Malaysia          | 0  | 3 | 0 | 0 | 3 | 3  | 20 | -17 |

## Quarti di finale
|               | Risult.         |               | Città e data  |
| ------------- | --------------- | ------------- | ------------- |
| Giappone      | 7 - 0           | Taipei cinese | Teheran 03.08 |
| Corea del Sud | 1 - 1 (5-6 DCR) | Kuwait        | Teheran 03.08 |
| Iran          | 7 - 2           | Uzbekistan    | Teheran 03.08 |
| Thailandia    | 2 - 1           | Kirghizistan  | Teheran 03.08 |

## Semifinali
|            | Risult.          |          | Città e data  |
| ---------- | ---------------- | -------- | ------------- |
| Thailandia | 2 - 3 golden gol | Giappone | Teheran 04.08 |
| Kuwait     | 2 - 10           | Iran     | Teheran 04.08 |

## Finale 3º-4º posto
|            | Risult. |        | Città e data  |
| ---------- | ------- | ------ | ------------- |
| Thailandia | 8 - 2   | Kuwait | Teheran 05.08 |

## Finale
|      | Risult. |          | Città e data  |
| ---- | ------- | -------- | ------------- |
| Iran | 6 - 4   | Giappone | Teheran 05.08 |